# Rey de Reyes

Rey de Reyes est un tournoi annuel de catch de la Asistencia Asesoría y Administración qui s'est déroulé pour la première fois en 1997, comparable au tournoi King of the Ring de la World Wrestling Entertainment. Le gagnant du tournoi remporte une épée.

## Liste des champions
| année | édition | vainqueur                |
| ----- | ------- | ------------------------ |
| 1997  | 1       | Latin Lover (en)         |
| 1998  | 2       | Perro Aguayo             |
| 1999  | 3       | Cibernético              |
| 2000  | 4       | Abismo Negro (en)        |
| 2001  | 5       | La Parka, Jr.            |
| 2002  | 6       | El Canek                 |
| 2003  | 7       | La Parka, Jr.            |
| 2004  | 8       | Jeff Jarrett             |
| 2005  | 9       | La Parka                 |
| 2006  | 10      | Vampiro                  |
| 2007  | 11      | La Parka                 |
| 2008  | 12      | El Zorro                 |
| 2009  | 13      | Electroshock (en)        |
| 2010  | 14      | Chessman                 |
| 2011  | 15      | Extreme Tiger            |
| 2012  | 16      | El Hijo del Perro Aguayo |
| 2013  | 17      | El Mesías                |
| 2014  | 18      | La Parka                 |
| 2015  | 19      | El Texano Jr.            |
| 2016  | 20      | Pentagón Jr.             |
| 2017  | 21      | Argenis                  |
| 2018  | 22      | Rey Escorpión            |
| 2019  | 23      | Aero Star                |
| 2021  | 24      | Laredo Kid               |
| 2022  | 25      | Psycho Clown             |
| 2023  | 26      | Sam Adonis               |
| 2024  | 27      | El Hijo del Vikingo      |